# Temporada 2011 del Trofeo Internacional de Fórmula 3 de la FIA
La temporada 2011 del Trofeo Internacional de Fórmula 3 de la FIA fue la primera y única edición de este campeonato. Empezó el 30 de abril en Hockenheimring, y finalizó el 20 de noviembre en el Circuito da Guia.

## Escuderías y pilotos
4 Escuderías se inscribieron para el campeonato: Prema Powerteam, Signature y Motopark Academy provienen de la Fórmula 3 Euro Series y Carlin desde la Fórmula 3 Británica. Los pilotos invitados están permitidos, pudiéndose inscribir en 3 carreras como máximo.
| Escudería                                | Piloto                 | Chasis                | Motor                 | Rondas                |
| Entrantes registrados                    | Entrantes registrados  | Entrantes registrados | Entrantes registrados | Entrantes registrados |
| ---------------------------------------- | ---------------------- | --------------------- | --------------------- | --------------------- |
| Carlin                                   | Carlos Huertas         | Dallara F308          | Volkswagen            | Todas                 |
| Carlin                                   | Jazeman Jaafar         | Dallara F308          | Volkswagen            | Todas                 |
| Motopark Academy                         | Kimiya Sato            | Dallara F308          | Volkswagen            | 1–2, 4–5              |
| Prema Powerteam                          | Daniel Juncadella      | Dallara F309          | Mercedes HWA          | Todas                 |
| Prema Powerteam                          | Roberto Merhi          | Dallara F308          | Mercedes HWA          | Todas                 |
| Signature                                | Daniel Abt             | Dallara F308          | Volkswagen            | Todas                 |
| Signature                                | Carlos Muñoz           | Dallara F308          | Volkswagen            | Todas                 |
| Signature                                | Laurens Vanthoor       | Dallara F309          | Volkswagen            | Todas                 |
| Signature                                | Marco Wittmann         | Dallara F308          | Volkswagen            | 2–5                   |
| Pilotos invitados, no aptos para puntuar |                        |                       |                       |                       |
| Carlin                                   | Richard Bradley        | Dallara F308          | Volkswagen            | 2                     |
| Carlin                                   | Tom Dillmann           | Dallara F308          | Volkswagen            | 1                     |
| Carlin                                   | Jack Harvey            | Dallara F308          | Volkswagen            | 3                     |
| Carlin                                   | Kevin Magnussen        | Dallara F308          | Volkswagen            | 3–5                   |
| Carlin                                   | Felipe Nasr            | Dallara F308          | Volkswagen            | 3, 5                  |
| Carlin                                   | Rupert Svendsen-Cook   | Dallara F308          | Volkswagen            | 3–4                   |
| Double R Racing                          | Marko Asmer            | Dallara F308          | Mercedes HWA          | 2–3, 5                |
| Double R Racing                          | Valtteri Bottas        | Dallara F308          | Mercedes HWA          | 5                     |
| Double R Racing                          | Luís Felipe Derani     | Dallara F308          | Mercedes HWA          | 2–3                   |
| Double R Racing                          | Mitch Evans            | Dallara F308          | Mercedes HWA          | 5                     |
| Double R Racing                          | Scott Pye              | Dallara F308          | Mercedes HWA          | 3                     |
| Fortec Motorsport                        | William Buller         | Dallara F311          | Mercedes HWA          | 3, 5                  |
| Fortec Motorsport                        | Lucas Foresti          | Dallara F311          | Mercedes HWA          | 3, 5                  |
| Fortec Motorsport                        | Fahmi Ilyas            | Dallara F311          | Mercedes HWA          | 3                     |
| Fortec Motorsport                        | Harry Tincknell        | Dallara F311          | Mercedes HWA          | 3                     |
| Hitech Racing                            | Pietro Fantin          | Dallara F308          | Volkswagen            | 3, 5                  |
| Hitech Racing                            | António Félix da Costa | Dallara F308          | Volkswagen            | 5                     |
| Hitech Racing                            | Kotaro Sakurai         | Dallara F305          | Mugen-Honda           | 3                     |
| Hitech Racing                            | Hannes van Asseldonk   | Dallara F308          | Volkswagen            | 5                     |
| Jo Zeller Racing                         | Sandro Zeller          | Dallara F306          | Mercedes HWA          | 1                     |
| Motopark Academy                         | Tom Dillmann           | Dallara F308          | Volkswagen            | 2                     |
| Motopark Academy                         | Jimmy Eriksson         | Dallara F308          | Volkswagen            | 1, 4–5                |
| Motopark Academy                         | Gianmarco Raimondo     | Dallara F308          | Volkswagen            | 1                     |
| Mücke Motorsport                         | Lucas Foresti          | Dallara F308          | Mercedes HWA          | 4                     |
| Mücke Motorsport                         | Michael Ho             | Dallara               | Mercedes HWA          | 5                     |
| Mücke Motorsport                         | Nigel Melker           | Dallara F308          | Mercedes HWA          | 1, 4                  |
| Mücke Motorsport                         | Felix Rosenqvist       | Dallara F308          | Mercedes HWA          | 1, 4–5                |
| Prema Powerteam                          | Raffaele Marciello     | Dallara F308          | Mercedes HWA          | 3                     |
| Prema Powerteam                          | Luís Felipe Derani     | Dallara F308          | Mercedes HWA          | 4                     |
| Signature                                | Carlos Sainz Jr.       | Dallara               | Volkswagen            | 5                     |
| Signature                                | Marco Wittmann         | Dallara F308          | Volkswagen            | 1                     |
| Sino Vision Racing                       | Adderly Fong           | Dallara F308          | Mercedes HWA          | 3, 5                  |
| Sino Vision Racing                       | Hywel Lloyd            | Dallara F308          | Mercedes HWA          | 3, 5                  |
| STAR Racing Team                         | Kuba Giermaziak        | Dallara F308          | Volkswagen            | 1                     |
| ThreeBond Racing                         | Hironobu Yasuda        | Dallara               | Nissan                | 5                     |
| Toda Racing                              | Hideki Yamauchi        | Dallara               | Honda                 | 5                     |
| TOM'S                                    | Richard Bradley        | Dallara               | Toyota                | 5                     |
| TOM'S                                    | Alexander Sims         | Dallara               | Toyota                | 5                     |
| T-Sport                                  | Yann Cunha             | Dallara F311          | Volkswagen            | 3                     |
| T-Sport                                  | Bart Hylkema           | Dallara F311          | Volkswagen            | 3                     |
| T-Sport                                  | Menasheh Idafar        | Dallara F311          | Volkswagen            | 3                     |
| Van Amersfoort Racing                    | Richie Stanaway        | Dallara               | Volkswagen            | 5                     |
| Van Amersfoort Racing                    | Hannes van Asseldonk   | Dallara F308          | Volkswagen            | 3                     |

## Calendario
| Ronda | Ronda | Circuito                      | Fecha           | Categoría principal       |
| ----- | ----- | ----------------------------- | --------------- | ------------------------- |
| 1     | C1    | Hockenheimring                | 30 April        | F3 Euro Series            |
| 1     | C2    | Hockenheimring                | 1 de mayo       | F3 Euro Series            |
| 2     | 2     | Circuito de Pau-Ville         | 22 de mayo      | Gran Premio de Pau        |
| 3     | C1    | Circuito de Spa-Francorchamps | 29 de julio     | Fórmula 3 Británica       |
| 3     | C2    | Circuito de Spa-Francorchamps | 30 de julio     | Fórmula 3 Británica       |
| 4     | 4     | Circuit Park Zandvoort        | 14 de agosto    | Masters de Fórmula 3      |
| 5     | C1    | Circuito da Guia              | 19 de noviembre | Gran Premio de Macao 2011 |
| 5     | C2    | Circuito da Guia              | 20 de noviembre | Gran Premio de Macao 2011 |

## Resultados
| Pos                                     | Piloto                 | HOC | HOC | PAU | SPA | SPA | ZAN | MAC | MAC | Puntos |
| --------------------------------------- | ---------------------- | --- | --- | --- | --- | --- | --- | --- | --- | ------ |
| 1                                       | Roberto Merhi          | 1   | 1   | 2   | 1   | 1   | DSQ | 3   | Ret | 133    |
| 2                                       | Marco Wittmann         | 2   | 2   | 1   | 11  | 2   | 2   | 1   | 3   | 101    |
| 3                                       | Daniel Juncadella      | 6   | 4   | 3   | 8   | Ret | Ret | 6   | 1   | 72     |
| 4                                       | Daniel Abt             | 4   | 6   | 4   | 14  | 13  | 6   | 8   | Ret | 44     |
| 5                                       | Laurens Vanthoor       | 3   | 15  | Ret | 17  | 4   | 7   | 7   | Ret | 39     |
| 6                                       | Carlos Muñoz           | 8   | 9   | 5   | 4   | Ret | Ret | Ret | Ret | 26     |
| 7                                       | Jazeman Jaafar         | 10  | 11  | 11  | 3   | 12  | 10  | 17  | 8   | 21     |
| 8                                       | Carlos Huertas         | 11  | 12  | 9   | 10  | 9   | 11  | 5   | 13  | 15     |
| 9                                       | Kimiya Sato            | Ret | 10  | 8   |     |     | 12  | 9   | 12  | 7      |
| Pilotos invitados no aptos para puntuar |                        |     |     |     |     |     |     |     |     |        |
|                                         | Felix Rosenqvist       | 5   | 3   |     |     |     | 1   | 21  | Ret | 0      |
|                                         | Felipe Nasr            |     |     |     | 9   | 7   |     | 2   | 2   | 0      |
|                                         | William Buller         |     |     |     | 2   | 3   |     | 13  | 6   | 0      |
|                                         | Kevin Magnussen        |     |     |     | 7   | 8   | 3   | 19  | 14  | 0      |
|                                         | Nigel Melker           | 7   | 5   |     |     |     | 4   |     |     | 0      |
|                                         | Yuhi Sekiguchi         |     |     |     |     |     |     | 12  | 4   | 0      |
|                                         | Valtteri Bottas        |     |     |     |     |     |     | 4   | Ret | 0      |
|                                         | Rupert Svendsen-Cook   |     |     |     | 6   | 14  | 5   |     |     | 0      |
|                                         | Hannes van Asseldonk   |     |     |     | 12  | Ret |     | 10  | 5   | 0      |
|                                         | Jack Harvey            |     |     |     | 5   | 10  |     |     |     | 0      |
|                                         | Raffaele Marciello     |     |     |     | Ret | 5   |     |     |     | 0      |
|                                         | Marko Asmer            |     |     | 7   | Ret | 6   |     | 18  | 19  | 0      |
|                                         | Luís Felipe Derani     |     |     | 6   | 18  | Ret | Ret |     |     | 0      |
|                                         | Lucas Foresti          |     |     |     | 13  | 11  | 8   | 14  | 7   | 0      |
|                                         | Jimmy Eriksson         | 9   | 7   |     |     |     | 9   | Ret | DNS | 0      |
|                                         | Tom Dillmann           | 12  | 8   | Ret |     |     |     |     |     | 0      |
|                                         | Richard Bradley        |     |     | 10  |     |     |     | Ret | 9   | 0      |
|                                         | Adderly Fong           |     |     |     | 21  | 22  |     | Ret | 10  | 0      |
|                                         | Hideki Yamauchi        |     |     |     |     |     |     | 11  | 15  | 0      |
|                                         | Pietro Fantin          |     |     |     | 19  | DSQ |     | Ret | 11  | 0      |
|                                         | Sandro Zeller          | 13  | 13  |     |     |     |     |     |     | 0      |
|                                         | Kuba Giermaziak        | 14  | Ret |     |     |     |     |     |     | 0      |
|                                         | Gianmarco Raimondo     | Ret | 14  |     |     |     |     |     |     | 0      |
|                                         | Hywel Lloyd            |     |     |     | 15  | Ret |     | 16  | 16  | 0      |
|                                         | Scott Pye              |     |     |     | 16  | 15  |     |     |     | 0      |
|                                         | Richie Stanaway        |     |     |     |     |     |     | 15  | Ret | 0      |
|                                         | Harry Tincknell        |     |     |     | 22  | 16  |     |     |     | 0      |
|                                         | Carlos Sainz Jr.       |     |     |     |     |     |     | 20  | 17  | 0      |
|                                         | Bart Hylkema           |     |     |     | Ret | 17  |     |     |     | 0      |
|                                         | Fahmi Ilyas            |     |     |     | 20  | 18  |     |     |     | 0      |
|                                         | Alexander Sims         |     |     |     |     |     |     | DNS | 18  | 0      |
|                                         | Menasheh Idafar        |     |     |     | Ret | 19  |     |     |     | 0      |
|                                         | Yann Cunha             |     |     |     | 23  | 20  |     |     |     | 0      |
|                                         | Kotaro Sakurai         |     |     |     | 24  | 21  |     |     |     | 0      |
|                                         | Mitch Evans            |     |     |     |     |     |     | 22  | Ret | 0      |
|                                         | António Félix da Costa |     |     |     |     |     |     | Ret | Ret | 0      |
|                                         | Hironobu Yasuda        |     |     |     |     |     |     | Ret | Ret | 0      |
| Pos                                     | Piloto                 | HOC | HOC | PAU | SPA | SPA | ZAN | MAC | MAC | Puntos |

| Color     | Resultado                                                               |
| --------- | ----------------------------------------------------------------------- |
| Oro       | Ganador                                                                 |
| Plata     | 2.ª plaza                                                               |
| Bronce    | 3.ª plaza                                                               |
| Verde     | Finalizó en los puntos                                                  |
| Azul      | Finalizó sin puntos                                                     |
| Azul      | NC - No clasificado                                                     |
| Violeta   | Ret - No terminó (Carrera)                                              |
| Rojo      | DNQ - No se clasificó                                                   |
| Negro     | DSQ - Descalificado                                                     |
| Blanco    | DNS - No empezó (carrera)                                               |
| Blanco    | WD - Retirado (fin de semana)                                           |
| Blanco    | C - Carrera cancelada                                                   |
| Sin color | DNP - Inscrito pero no participó                                        |
| Sin color | INJ - Lesionado                                                         |
| Sin color | EX - Excluido                                                           |
| Estado    | Resultado                                                               |
| Negrita   | Pole position                                                           |
| Cursiva   | Vuelta rápida                                                           |
| †         | Abandona, pero clasifica al completar el porcentaje requerido para ello |